# Пластун (клипер, 1879)
Пласту́н — русский парусно-винтовой клипер (крейсер 2-го ранга) четвёртой серии (типа «Крейсер»).

## Строительство
Заложен в Санкт-Петербурге на Балтийском заводе в сентябре 1877 года. Строителем стал Корпуса корабельных инженеров штабс-капитан Н. К. Глазырин, с 1879 года его сменил поручик Н. А. Арцеулов. Клипер зачислен в списки флота 15 апреля 1878 года. 9 мая 1879 года спущен на воду. «Пластун» вступил в строй в 1879 году.

## Конструкция
- Водоизмещение: 1334 тонн
- Длина: 63,2 метра (по ватерлинии), 70,5 метра (по верхней палубе)
- Ширинаx: 10 метра
- Осадка: 4,4 метра (носом), 5,1 метра (кормой)
- Главные механизмы: 1 горизонтальная машина прямого расширения Балтийского завода, 4 котла
- Мощность: 1543 и.л.с.
- Движитель: паруса, 1 подъёмный винт
- Скорость: 12,5 узла (максимальная)
- Вооружение: 3 × 152/28, 4 × 87-мм, 4 × 47-мм, 6 × 37-мм, 1 × 64-мм десантное орудие
- Экипаж: 7 офицеров и 122 нижних чина

## Служба
- 26 июня 1880 — Вышел из Кронштадта во Владивосток через Средиземное море и Индийский океан.
- Лето 1880 — Совершил плавание по портам Приморского края с генерал-губернатором Восточной Сибири генерал-лейтенантом Анучиным и губернатором Приморья генерал-майором Барановым на борту.
- Август 1880 — Ушел в Сан-Франциско для ремонта (заменены стрелы для подъема рамы винта, штормовые шпигаты и нижнюю часть баллера шпиля.
- 29 сентября 1880 — В составе отряда контр-адмирала А. Б. Асланбегова (крейсер «Африка», клипера «Пластун» и «Вестник») отправился из Сан-Франциско в Австралию.
- С 4 июня по 12 июля 1882 — Проводил гидрографические исследования Ныйского и Набильского заливов Сахалина.
- 16 декабря 1882 — Прибыл в Австралию, откуда отправился во Владивосток.
- Май 1883 — Проводил картографическую съемку острова Сахалин.
- Август 1883 — Стационерная служба в Чифу.
- Конец 1883 — Вернулся на Балтику.
- 1884—1886 — Плавал в составе Средиземноморской эскадры контр-адмирала Н. И. Казнакова.
- 1887 — В составе Практической эскадры Балтийского моря.
- 1902 — В составе Отряда отдельной съемки Балтийского моря.
- 1903 — Проводил морские промеры у берегов Финляндии.
- 29 октября 1905 — Переведен из 2-го ранга в 3-й ранг.
- 5 января 1906 — Сдан к Кронштадтскому порту.
- 1 марта 1907 — Исключен из списков флота приказом № 38.

## Командный состав

### Командиры
- ??.??.1880—??.??.188? капитан 2-го ранга П. А. Полянский
- 02.04.1884—31.12.1886 капитан-лейтенант (с 26.02.1885 капитан 2-го ранга) Н. Н. Ломен
- ??.??.1888—??.??.1889 капитан 2-го ранга (с 1889 года капитан 1-го ранга) А. А. Бирилёв
- 01.01.1889—??.??.1889 капитан 1-го ранга П. Р. Бойль
- ??.??.1889—??.??.1892 Кирсанов
- ??.??.1895—??.??.1901 Пац-Помарнацкий
- ??.??.190?—??.??.190? капитан 2-го ранга (с 06.12.1903 капитан 1-го ранга) А. А. Баженов
- ??.??.1904—??.??.190? капитан 2-го ранга Иван Рагоза

### Старшие офицеры
- ??.??.1888—??.??.1890 капитан 2-го ранга Э. Н. Щенснович
- 19.01.1891—??.??.1892 В. М. Зацарённый
- ??.??.1895—??.??.1896 капитан 2-го ранга А. П. Андреев
- ??.??.1904—??.??.190? лейтенант Дмитрий Скворцов

### Служили на корабле
- Бенуа, Михаил Николаевич
- Березин, Евгений Васильевич — морской писатель, историк, гидрограф и педагог[1].
- Дриженко, Фёдор Кириллович
- Зарубин, Иван Иванович
- Шидловский, Михаил Владимирович
- Щастный, Алексей Михайлович
- Сидоров, Константин Ефимович

## Одноимённый клипер
В XIX веке на Русском императорском флоте нёс службу одноимённый клипер, построенный в 1856 году, который затонул 18 августа 1860 года после взрыва порохового погреба; в катастрофе погибло 75 членов экипажа, выжили лишь 35 моряков.